# أد راينهارد
أد راينهارد (بالإنجليزية: Ad Reinhardt)‏ هو رسام وأستاذ جامعي أمريكي، ولد في 24 ديسمبر 1913 في بوفالو في الولايات المتحدة، وتوفي في 30 أغسطس 1967 في توركوان في فرنسا.

## وصلات خارجية
- أد راينهارد على موقع الموسوعة البريطانية (الإنجليزية)
- أد راينهارد على موقع ميوزك برينز (الإنجليزية)
- أد راينهارد على موقع إن إن دي بي (الإنجليزية)